# 栓剂

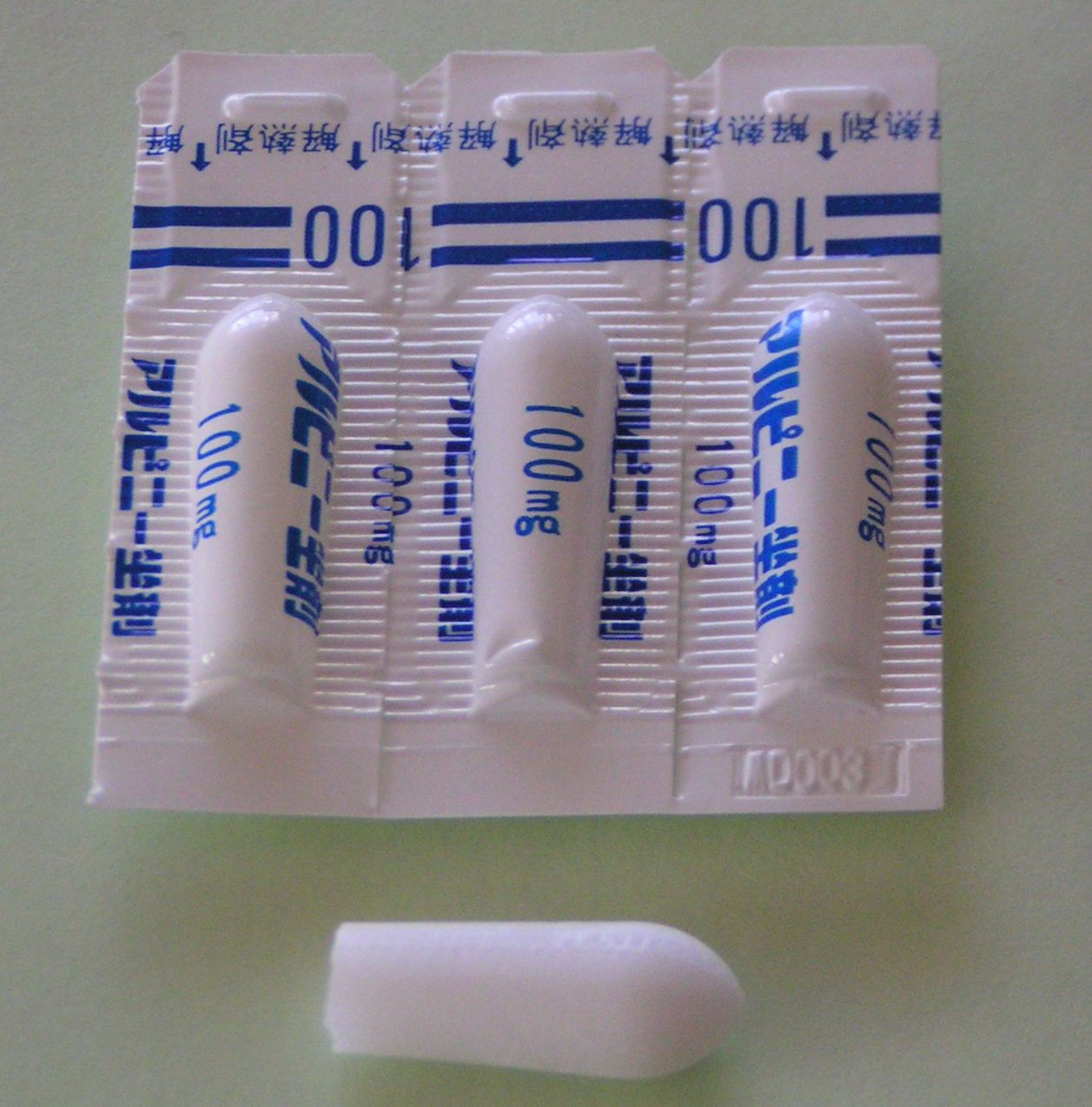
日本藥廠久光製藥製造的乙醯胺酚栓劑

栓剂（英語：suppository）是由药物和基质组成的，专供用于人体腔道发挥局部或全身治疗作用的固体剂型，常用的有肛门栓和阴道栓两种。
栓剂的治疗作用受基质影响很大，因此选择能够发挥药物最高治疗效果的基质是设计栓剂处方的首要问题。
优良的栓剂应该有一定硬度，引入腔道后易于融化软化或溶解，没有刺激性外形整齐美观，剖开用肉眼观察时其内外颜色应该一致，栓剂的重量差异应该不超过5%，除此之外还可以利用熔点、变形时间、药物释放度的测定来判断质量。